# Rio Mzimkulu
Rio Mzimkulu é um rio da África do Sul.